# Chariesthes bechynei
Chariesthes bechynei là một loài bọ cánh cứng trong họ Cerambycidae.